# Nordermeldorf
Nordermeldorf là một đô thị thuộc huyện Dithmarschen, trong bang Schleswig-Holstein, nước Đức. Đô thị Nordermeldorf có diện tích 34,1 km², dân số thời điểm 31 tháng 12 năm 2006 là 666 người.